# RF64
RF64 è un formato di file audio multicanale compatibile con lo standard Broadcast Wave Format capace di raggiungere dimensioni di file superiori a 4 GB. L'Unione europea di radiodiffusione ne ha determinato le specifiche.

## Descrizione
Questo formato di file è stato progettato per andare incontro alle esigenze di archiviazione dell'audio multicanale in ambito professionale e broadcast. Si basa sul formato RIFF wave e i formati wave estensibili per l'audio multicanale.
Sono state fatte delle aggiunte alle specifiche di base per permettere dimensioni superiori a 4GB (limite per i file WAV). Il formato è pienamente compatibile con il Broadcast Wave Format e tutte le informazioni contenute in esso.
Possono essere immagazzinati fino ad un massimo di 18 canali surround, mixaggi stereo delle singole tracce e segnali in streaming con dati non PCM. L'RF64 può essere utilizzato lungo tutto l'arco di una lavorazione partendo dalla cattura, l'edinting, la riproduzione e l'archiviazione per lungo tempo di file multicanale.
Un file RF64 con un bext chunk diventa un file MBWF. Il termine ‘RF64’ e ‘MBWF’ possono essere considerati sinonimi.